# Silene paktiensis
Silene paktiensis är en nejlikväxtart som beskrevs av Dieter Podlech och V. Melzheimer. Silene paktiensis ingår i släktet glimmar, och familjen nejlikväxter. Inga underarter finns listade i Catalogue of Life.